# Cayennemyrvireo
Cayennemyrvireo (Herpsilochmus stictocephalus) är en fågel i familjen myrfåglar inom ordningen tättingar.

## Utbredning och systematik
Fågeln förekommer i östligaste Venezuelas anslutning till Guyanaregionen och allra nordligaste Brasilien. Den behandlas som monotypisk, det vill säga att den inte delas in i några underarter.

## Status
IUCN kategoriserar arten som livskraftig.